# Genvry
Genvry település Franciaországban, Oise megyében. Lakosainak száma 330 fő (2022. január 1.). Genvry Noyon, Beaurains-lès-Noyon, Bussy és Crisolles községekkel határos.

## Népesség
A település népességének változása:
| Lakosok száma | 321  | 320  | 394  | 322  | 330  | 338  | 335  | 332  | 330  |
|               | 2013 | 2015 | 2016 | 2017 | 2018 | 2019 | 2020 | 2021 | 2022 |